# Los-Angeles-Versuch
Der Los-Angeles-Versuch ist ein Prüfverfahren und dient zur Feststellung der Widerstandsfestigkeit der Gesteinskörnung einer Betonfläche (beispielsweise Betonfahrbahnen) oder eines Asphalts gegen Zertrümmerung (so genannte schlagende Beanspruchung). Mit Hilfe dieses Prüfverfahrens wird der Los-Angeles-Koeffizient bestimmt.

## Prüfverfahren
Zu Beginn des Versuchs wird eine 5 kg (± 5 g) Gesteinsprobe mit der Korngröße 10 mm bis 14 mm zusammen mit elf Stahlkugeln (4775 ± 85 g) in eine Stahltrommel gegeben. Der Durchmesser der Stahltrommel ist genormt und sollte 710 ± 3 mm betragen. Durch die anschließende Rotation (32 ± 1 min−1) der Trommel wird die Gesteinsprobe zerkleinert bzw. abgerieben. Nach 500 Umdrehungen wird die Gesteinsprobe aus der Trommel über einem 1,6 mm Sieb abgetrennt und der Rückstand (Formelzeichen m) ermittelt.

## Auswertung
Aus dem ermittelten Rückstand wird der prozentuale Anteil an zerkleinertem Gestein berechnet. Dieser wird auch als Los-Angeles-Koeffizient (Formelzeichen LA) bezeichnet. Für eine Einwaage m0 = 5 kg und den bestimmten Rückstand m in kg berechnet sich LA zu:
{\displaystyle LA=100\cdot {\frac {m_{0}-m}{m_{0}}}}